# أستربلة مربعة
أستربلة مربعة (الاسم العلمي:Astrebla squarrosa) هي نوع من النباتات يتبع جنس الأستربلة من الفصيلة النجيلية.